# Donacia antiqua
Donacia antiqua es una especie de insecto coleóptero de la familia Chrysomelidae.
Fue descrita científicamente en 1818 por Kunze.